# Кулагін Володимир Петрович
Володимир Петрович Кулагін (нар. 11 травня 1936, тепер Російська Федерація) — український радянський діяч, бригадир комплексної бригади Сумського будівельно-монтажного управління «Культпобутбуд» тресту «Сумжитлобуд». Депутат Верховної Ради УРСР 9—10-го скликань.

## Біографія
Освіта середня.
У 1955—1957 роках — служба в Радянській армії.
З 1958 року — муляр, з 1960 року — бригадир мулярів тресту «Сумхіммашбуд» Сумської області.
З 1965 року — бригадир комплексної бригади Сумського будівельно-монтажного управління «Культпобутбуд» тресту «Сумжитлобуд».
Потім — на пенсії в місті Суми.

## Нагороди
- ордени
- медалі